# Дачна (Благовіщенський район)
Да́чна (рос. Дачная, башк. Дачный) — присілок у складі Благовіщенського району Башкортостану, Росія. Входить до складу Покровської сільської ради.
Присілок утворений 2005 року.